# Марсель Бернар
Марсель Бернар (фр. Marcel Bernard; 18 травня 1914 — 29 квітня 1994) — колишній французький тенісист.
Найвищу одиночну позицію світового рейтингу — 5 місце досяг 1946 року (за даними А. Волліса Маєрса).
Перемагав на турнірах Великого шолома в одиночному, парному та змішаному парному розрядах.
Завершив кар'єру 1956 року.

## Фінали турнірів Великого шолома

### Одиночний розряд :1 перемога
| Результат | Рік  | Турнір            | Покриття | Суперник                   | Рахунок                 |
| --------- | ---- | ----------------- | -------- | -------------------------- | ----------------------- |
| Перемога  | 1946 | Чемпіонат Франції | Ґрунт    | Ярослав Дробний (тенісист) | 3–6, 2–6, 6–1, 6–4, 6–3 |

### Парний розряд :2–1
| Результат | Рік  | Турнір            | Покриття | Партнер        | Суперники                 | Рахунок                  |
| --------- | ---- | ----------------- | -------- | -------------- | ------------------------- | ------------------------ |
| Поразка   | 1932 | Чемпіонат Франції | Ґрунт    | Крістіан Буссю | Жак Брюньйон Анрі Коше    | 4–6, 6–3, 5–7, 3–6       |
| Перемога  | 1936 | Чемпіонат Франції | Ґрунт    | Жан Боротра    | Пет Г'юз Реймонд Такі     | 6–2, 3–6, 9–7, 6–1       |
| Перемога  | 1946 | Чемпіонат Франції | Ґрунт    | Ївон Петра     | Енріке Мореа Панчо Сегура | 7–5, 6–3, 0–6, 1–6, 10–8 |

### Мікст :2 перемоги
| Результат | Рік  | Турнір            | Покриття | Партнер     | Суперники                            | Рахунок       |
| --------- | ---- | ----------------- | -------- | ----------- | ------------------------------------ | ------------- |
| Перемога  | 1935 | Чемпіонат Франції | Ґрунт    | Лолетт Пайо | Сільві Юнґ Анротен Андре Мартен-Леже | 4–6, 6–2, 6–4 |
| Перемога  | 1936 | Чемпіонат Франції | Ґрунт    | Біллі Йорк  | Сільві Юнґ Анротен Андре Мартен-Леже | 7–5, 6–8, 6–3 |